# パンヤMobile
パンヤMobileとは、ゲームポットが2006年8月7日より2012年12月31日まで運営していたスカッとゴルフ パンヤの携帯電話用サイトのこと。正式名称は「スカッとゴルフパンヤ Mobile」。i-mode・EZweb・Yahoo!ケータイに対応していた。

## 経緯
2006年
8月7日・・・i-modeでパンヤMobileのサイトとコロッとパターパンヤの配信開始。第1弾キャラクターカード・アイテムカード実装。
12月7日・・・パンヤプレミアムによるPC連携開始。
2007年
7月26日・・・キャラクターカードによるPC連携実装。
8月7日・・・1周年を迎える。各種イベントでのPC連携実装。1周年記念イベント2種の開始。
8月27日・・・EZweb・Yahoo!ケータイの配信準備の為携帯アイテムの過去のパンヤ通信のテンプレート配信終了。
8月30日・・・パンヤフリー登録時の1日1回ログイン時の1MPP付与終了。パンヤおみくじ開始。カード交換時にメールで知らせる機能を実装。
8月31日・・・EZweb・Yahoo!ケータイでパンヤMobile配信開始。スカッとミニゲームパンヤ開始。
2008年
8月7日・・・2周年を迎える。隔週アップデート開始。2周年記念イベント開始。
8月21日・・・第2弾キャラクターカード・アイテムカード実装。
9月4日・・・アイテムカードバインダー実装。
9月18日・・・モバイルMYルーム実装。
10月16日・・・待受拡大アンケート実装。
10月30日・・・パンヤおみくじアイテム実装。
12月11日・・・モバイルMYルームにデコレーション機能実装。
2009年
2月26日・・・4コマ漫画劇場の通常4コマとパンヤMobile限定配信4コマのページを分離。
4月9日・・・ピタッとスロットパンヤ実装。コロッとパターパンヤのアプリ対応機種でもスカッとミニゲームパンヤでMPPを獲得できる機能を実装。
6月4日・・・スカッとカードバトルパンヤ開始。第1弾バトルカード実装。
6月28日・・・スカッとカードバトルパンヤに過去の戦歴の機能を実装。
7月9日・・・パンヤMobileでは初となるコラボレーションを実施。（～8月31日）
8月6日・・・3周年記念イベントの開始。
8月7日・・・3周年を迎える。
9月3日・・・第2弾バトルカード実装。
12月17日・・・第3弾キャラクターカード・アイテムカード実装。
2010年
3月29日・・・課金システムメンテナンス。MPPの有効期限が最大6か月となる。
4月15日・・・第3弾バトルカード実装。
6月10日・・・フワッとジャンプパンヤ実装。
8月5日・・・4周年記念イベント開始。
8月7日・・・4周年を迎える。
12月22日・・・第4弾キャラクターカード・アイテムカード実装。
2011年
4月21日・・・突撃!ポンタ♪開始。
8月7日・・・5周年を迎える。
8月11日・・・5周年記念イベント開始。コンテンツ配置・PC連携景品大幅リニューアル。PC連携のシリアルの有効期限が発行後30日となる。
2012年
7月19日・・・携帯モバゲーで2011年7月30日から2012年4月20日まで提供されていた「バトルゴルフパンヤ」を移植。
12月31日・・・サービス終了。

## 課金形態
パンヤMobileには、情報料無料の「パンヤフリー」（但しコンテンツに一部制限あり）と情報料月額315円（税込）の「パンヤプレミアム」がある。ゲーム内通貨はMPP（モバイルパンポイントの略）で、待受画面のダウンロードやガチャッとミニポンタをする時などに必要となる。MPPは別に購入することもできる。MPPの取得方法は以下の通りである。MPPの有効期限は取得したその月を1か月目とし、6か月目の末日までとなる。
- コロッとパターパンヤを始めとする各種ミニゲーム・各種イベントでMPPをもらう。
- パンヤおみくじで手に入れたFPをMPPに交換する。
- パンヤプレミアムに登録して毎月1日に300MPPをもらう。
- 個別課金を利用して購入する。（100MPP・・・税込105円、315MPP・・・税込315円。月に税込3,150円まで購入可能。）

## パンヤMobileのコンテンツ
パンヤフリーでは遊べない機能を「パンヤフリー不可」と記述する。
- コロッとパターパンヤ（パンヤフリー不可・i-modeかつiアプリ対応機種のみ）
- パンヤおみくじ
- スカッとミニゲームパンヤ（Flashゲーム・パンヤフリー不可）
- 各種イベント（Flashゲーム・パンヤフリー不可）
- ガチャッとミニポンタ
- 着せ替えマイルーム
- パンヤの輪
- スカッとカードバトルパンヤ（カード選択時Flash使用・パンヤフリー不可）
- ティッキー・ミンティパンヤショップ
- 携帯アイテム（一部の待受画像はWQVGA・VGA・WVGA対応）
- 4コマ漫画劇場（パンヤフリー不可）
- PC連携（パンヤフリー不可）
- モバイルMYルーム

## コロッとパターパンヤ

### 概要
携帯電話でパターゴルフが遊べる。使用できるキャラクターは普段はプレイヤーを陰で支えてきたキャディーである。大会モードでは1日1回APP（アプリパンポイントの略）をMPPに変換ができる。同じスコアであれば獲得APPが多い方が上位となる。大会モードのランキングはリアルタイムの更新ではなく、毎日午前6時に更新される。上位10名がランキングに載り、3位までに入賞するとトロフィーが、更に特別大会で入賞すると限定キャディーが雇えたりもできる。大会のコースは大体月に1度変わる。スカッとミニゲームパンヤの成績をMPPに変換した日でも大会モードの記録は送信できる（但しゲームの成績をMPPに変換するのは1日1回までとなっている）。トマホークショットも健在。しかし、1ラウンドは9ホール（ラウンドの規定打数は各コース36）であり、Crash Comboの計算方法が異なるなど、いくつかPC版とは異なる点もある。EZwebとYahoo!ケータイではプレイできない。

### ステータス
パンヤMobileには4種類のステータスがある。
- パワー・・・アズテックをより遠くへ転がすことができる（パワー1＝9.0m／パワー2＝12.0m／パワー3＝15.0m／パワー4＝18.0m）。パンヤコンボゲージを1マス用いたショットでは3.0m距離が伸び、特殊ショットが可能になる。
- コントロール・・・パワーゲージの速度が遅くなる。
- 正確度・・・方向やパワーが多少ズレてもカップに入るようになる。
- コンボ・・・パンヤコンボゲージが貯まりやすくなる。

### コース
- Blue Lagoon・・・初心者向けのコース。トマホークショットや基本を知るのには最適であるがいいスコアで回ろうとすると正確なコントロールが要求される。
- Sepia Wind・・・中級者向けのコース。Blue Lagoonよりは多少難しいが、慣れてくればAPPはすぐたまる。
- Wiz Wiz・・・上級者向けのコース。パワーがある程度ないとバーディさえ難しいホールもある。

### キャラクター
パンヤMobileでは、パワー・コントロール・正確度の能力値を☆の数で表す。コンボは☆の数で記載されていないので、コンボゲージの上がりやすいキャラの場合ここではコンボ欄を「↑」で表すことにする。
| 名前       | パワー | コントロール | 正確度 | コンボ | 価格     | 説明                                                                                           |
| ---------- | ------ | ------------ | ------ | ------ | -------- | ---------------------------------------------------------------------------------------------- |
| ポンタ     | 1      | 1            | 1      | -      | -        | 誰でも最初から使用可能なキャラクター。これといった特徴はない。                                 |
| ロロ       | 1      | 2            | 1      | -      | 300MPP   | コントロールに長けているのでゲージの動きが多少ゆっくりになる。                                 |
| ドルフ     | 2      | 1            | 1      | -      | 300MPP   | パワーに長けているため、難しいホールでも勢いで進んでいく。                                     |
| キューマ   | 1      | 1            | 2      | -      | 300MPP   | 正確度に長けているため、カップインしやすくなる。                                               |
| ティッキー | 1      | 1            | 2      | ↑      | 500MPP   | キューマと同じ能力値ではあるが、パンヤコンボゲージがたまりやすくなる。                         |
| タンプー   | 2      | 2            | 1      | -      | 500MPP   | パワーとコントロールに長けているため、有り余る力を調整してショットができる。                   |
| ピピン     | 3      | 1            | 1      | -      | 500MPP   | 圧倒的なパワーでショットをする。バンカーにアズテックが埋もれてしまっても比較的楽に脱出できる。 |
| カディエ   | 1      | 2            | 2      | -      | 500MPP   | コントロールと正確度に長けているので、狙ったパワーで正確にカップインできるようになる。         |
| U田さん    | 1      | 1            | 1      | ↑      | 限定雇用 | ポンタと同じ能力値だが、パンヤコンボゲージがたまりやすい。イベント等の上位者限定。             |
| ミンティ   | 2      | 1            | 2      | -      | 限定雇用 | パワーと正確度に長けているので、力を出しつつも正確なショットができる。イベント等の上位者限定。 |

### アイテム
これらの指輪は身に着けると能力が上がるものであるが、値段がキャラクターより高いので先にキャラクターを雇用しておくことが望ましい。
| 名称               | パワー | コントロール | 正確度 | コンボ | 価格   | 説明                                                                                      |
| ------------------ | ------ | ------------ | ------ | ------ | ------ | ----------------------------------------------------------------------------------------- |
| パワーリング       | 1      | -            | -      | -      | 600MPP | 着用するとパワーが上昇する不思議な指輪。                                                  |
| コントロールリング | -      | 1            | -      | -      | 600MPP | 着用するとコントロールが上昇する不思議な指輪。                                            |
| スキルフルリング   | -      | -            | 1      | -      | 600MPP | 着用すると正確度が上昇する不思議な指輪。                                                  |
| パンヤコンボリング | -      | -            | -      | ↑      | 600MPP | 着用するとパンヤコンボゲージ上昇率が上がる不思議な指輪。                                  |
| クリムゾンリング   | 1      | 1            | 1      | -      | 非売品 | すべての能力を1ポイントずつ上げてくれる伝説の指輪。特定イベントの上位者しか入手できない。 |

## パンヤおみくじ
1日に1回、その日の吉凶を占うもの。更に、占いの結果に応じてFP（フォーチュンポイントの略）が手に入る。貯めたFPは以下の通りに交換が可能。
運勢と獲得できるFPは以下の通りとなっている。またアイテムを使用することで一定の効果が得られるがそれについてはティッキー・ミンティパンヤショップの欄を参照すること。
| 名称           | 価格         | 超大吉 | 大吉 | 吉 | 中吉 | 小吉 | 末吉 | 凶 | 大凶 |
| -------------- | ------------ | ------ | ---- | -- | ---- | ---- | ---- | -- | ---- |
| （通常）       | -            | -      | 7    | 6  | 5    | 4    | 3    | 2  | 1    |
| U田さんのツボ  | 200MPP／30日 | -      | 35   | 30 | 25   | 20   | 15   | 10 | 5    |
| ドルフのツボ   | 50MPP／30日  | -      | 7    | 6  | 5    | 4    | 3    | 2  | 1    |
| タンプーのツボ | 50MPP／30日  | -      | 7    | -  | -    | -    | -    | -  | 1    |
| ピピンのツボ   | 50MPP／30日  | -      | 1    | 2  | 3    | 4    | 5    | 6  | 7    |
| ミンティのツボ | 50MPP／30日  | 100    | 7    | 6  | 5    | 4    | 3    | 2  | 1    |

FPと交換できるものは以下の通り。200FPの特別待受画像は最近5件までならFPを消費せずに再びダウンロードできる。
「特別～」と書かれているものに関しては、過去のイベントで使用されたものである。
- 50FP・・・ガチャっとミニポンタの補助券11枚・特別メールテンプレート・特別メール絵文字どれか1セット（個）
- 100FP・・・20MPP
- 200FP・・・特別待受画像
- 300FP・・・好きなアイテムカード・好きなバトルカード（プラチナも選択可）・特別Flashどれか1枚（個）

## スカッとミニゲームパンヤ
PC版の世界観を受け継いているもので、いつでもどこでも楽しめるミニゲームである。Flashゲームなので、i-modeで「コロッとパターパンヤ」のアプリ未対応の機種・EZweb・Yahoo!ケータイでも遊べる。アプリ同様1日1回のミニゲームの成績に応じてMPPが獲得でき（コロッとパターパンヤ対応機種の場合はMPPを獲得するにあたり好きなゲームを選べる。）、更にアプリで契約済みのキャラクター・アイテムも使用できる。キャラクター・アイテムに関しては「コロッとパターパンヤ」のキャラクター・アイテムの欄を参照すること。ランキングはコロッとパターパンヤ同様、毎日午前6時の更新となる。
現在では、スカッとミニゲームパンヤ専用のキャラクターも用意されている。ステータスは以下の通り。
| 名前   | パワー | コントロール | 正確度 | コンボ | 価格   | 説明                                                         |
| ------ | ------ | ------------ | ------ | ------ | ------ | ------------------------------------------------------------ |
| エリカ | 2      | 2            | 2      | -      | 700MPP | 全ての能力が高めな万能型。コロッとパターパンヤでは使用不可。 |

### スカッとチップインパンヤ
ミニゲーム第1弾。1打でカップインを狙うミニゲーム。アズテックをカップに入れたり、またはニアピンをすると、その距離に応じてポイントがもらえる。全9ホール。トマホークなどの特殊ショットは使えない。パンヤコンボゲージ増加の効果は獲得ポイント増加へと変更される。
評価は高い順に、
- Just Cup In・・・カップちょうどの距離にショットできた時。
- Success・・・カップ±1ヤード（正確度2では±3ヤード・正確度3では±5ヤード）以内にショットし、それからランまたはスピンで上手くカップに入った時。（ランやスピンをするためにコマンド入力は必要ない。）
- Nice Approach・・・カップ±9ヤードにアズテックが届いた時。
- Failuer・・・ショットはできたがニアピンできなかった時。
- Bad・・・ショットができなかった時。これではポイントは全くもらえない。

・・・の順となる。9ホール目で「Just Cup In」か「Success」を出すと、「Combo」がカウントされ、以降カウントされなくなるまでプレイを続けることができる。

### ピタッとスロットパンヤ
ミニゲーム第2弾。3つの絵柄を一直線上に揃えてコインを増やすゲーム。ステータスにより色々な影響を受ける。パワーは揃った時の獲得できるコインの倍率が上がり（パワー1＝1.0倍・パワー2＝1.25倍・パワー3＝1.5倍・パワー4＝2.0倍）、コントロールはリールの回転が遅くなり、正確度は当たり判定が多く（正確度1＝中央段横1ライン・正確度2＝横3ライン・正確度3＝横3ライン＋対角線上2ライン）なり、コンボはパンヤコンボゲージの溜まりが多くなる。コインは一度に最高5枚まで賭けることができ、賭けた枚数に比例して当たった時のコインが増える。スロットを回すと当たり外れに関係なくパンヤコンボゲージが貯まっていき、赤色になったゲージ（使用できるゲージは一度に2つまで）を使うことにより大当たりの絵柄が増加する。また2ライン以上揃えた場合でも獲得できるコインの数はより多く獲得できるほうのライン1ライン分しか得られない。
参考までに1枚賭けて揃った場合に獲得できる配当表を以下に示す。2枚以上賭けた場合は表の数値にその倍率を掛ければよい。括弧がある欄は括弧の数値に賭けたコインの数値を掛けたものとなる。またキャディーの絵柄はゲームスタート時に選択したキャラクターの絵柄となる。
| 絵柄         | パワー1 | パワー2   | パワー3  | パワー4 |
| ------------ | ------- | --------- | -------- | ------- |
| にんじん     | 10      | 12.5(12)  | 15       | 20      |
| プレゼント   | 15      | 18.75(18) | 22.5(22) | 30      |
| 星           | 20      | 25        | 30       | 40      |
| ハート       | 25      | 31.25(31) | 37.5(37) | 50      |
| ゴルフクラブ | 30      | 37.5(37)  | 45       | 60      |
| メダル       | 35      | 43.75(43) | 52.5(52) | 70      |
| キャディー   | 40      | 50        | 60       | 80      |

### フワッとジャンプパンヤ
ミニゲーム第3弾。以前の期間限定イベント（詳しくはこちらの「2008年開催のイベント」を参照のこと。）を元にした縄跳び。縄を飛ぶことにポイントが加算される。この時、縄に当たる直前のタイミングであれば「Nice」判定となり「Good」判定より多いポイントを得ることができる。20回毎に縄のスピードが上がり、60回になると1回毎にランダムスピードとなる。ステータスにより色々な影響を受け、パワーは飛んだ時のポイントが増加、コントロールは縄のスピードの初期値が減少、正確度は「Nice」判定が広がり、コンボはパンヤコンボゲージの貯まり具合が多くなる。縄やドルフボールに当たるとゲームオーバーとなるが、この時パンヤコンボゲージが1マス以上赤色になっていると1マスを消費して飛び続けることができる。
| 判定 | パワー1 | パワー2 | パワー3 | パワー4 |
| ---- | ------- | ------- | ------- | ------- |
| Good | 5       | 6       | 8       | 10      |
| Nice | 20      | 22      | 26      | 30      |

## 突撃!ポンタ♪

### 概要
以前、期間限定で行われていたパンヤMobile4周年アニバーサリーイベント（詳しくはこちらの「2009年開催のイベント」を参照のこと。）を元にしたFlashゲーム。ポンタを突撃させて様々なアイテムを獲得し、カディエを通して好きなキャラクターにあげて好感度を上げていく。アイテムが流れる台は3段構成となっており、タイミングが合えば2個以上獲得することもできる。制限時間は60秒で突撃できる回数は15回となっている。パンヤコンボゲージが赤色になると「ポンタスペシャルアタック」を発動でき、画面内全体のアイテムを獲得できるようになる。

### アイテム

#### 通常アイテム
以下の5種類があり、日によってキャラクターにあげた時の好感度が異なる。あげない限りは月をまたいでも所持数が減ることは無い。
- かしわもっち
- レインボードロップキャンディ
- もっちアイス
- 体力補充パック
- ギリギリキャンディ

#### 特別アイテム
獲得することによって色々な変化をもたらすアイテム。キャラクターにあげることはできない。ポンタスペシャルアタックで獲得した場合は無効。
- タイムブースター・・・獲得した列のアイテム移動速度増加
- 忘却の花・・・獲得した列のアイテム移動速度減少
- ミラクルサイン・・・一定時間通常アイテムを1種類しか流さなくなる
- 福袋・・・ランダムで通常アイテムが1～3個手に入る／以前は獲得したアイテムが減ってしまう不具合があった
- キャディのマスコット・・・全種類の通常アイテムが各1個手に入る（が、獲得にはパワーが一定以上あることが必要／詳しくは後述）

### ステータス
キャラクターやリングのステータスによりゲームを有利に進めることができる。
- パワー・・・キャディのマスコットをパワーの数値に応じた範囲内で獲得できるようになる
  - パワー1→マスコットは獲得できない（突撃すると弾かれる）
  - パワー2→前列のマスコットのみ獲得可（中列・後列の場合は弾かれる）
  - パワー3→前列・中列のマスコットを獲得可（後列の場合は弾かれる）
  - パワー4→全列のマスコット獲得可（突撃しても弾かれない）
- コントロール・・・制限時間が90秒になる
- 正確度・・・ポンタを突撃した際の獲得できる範囲が広くなる
- コンボ・・・コンボゲージが貯まりやすくなる

### ランキングとPC連携
各受け取りキャラクター（ケン・エリカ・ダイスケ・セシリア・マックス・クー・アリン・カズ・ルーシア・ネル・U田さん）毎に月別でにランキングをつけ、翌月、入賞したそれぞれ上位3人には入賞したキャラクターのPC版デコレーションスロット（使用期限30日）が手に入る。バレンタインイベント2011でクーを・ホワイトデーイベント2011でU田さんのスロットを獲得している場合、クー・U田さんのデザインは先のイベントのものと全く同じ（使用期限が違うのみ）なので注意。

## 各種イベント
PCに登場するキャラクターやキャディーが期間限定イベントで大活躍する。イベント内容は直接ゴルフに関係するもの（例えばトマホークショットで目標物に当てるゲーム）から直接は関係しないもの（例えばスロットゲーム）まで様々。
大体のものは1回のFlashゲームが終わるたびにゲームの出来ばえに応じたスコアが加算（または減算）され、イベント終了時のスコアに応じてエンディングと景品が変化する仕組みとなっている。エンディングに表示される画像は待受画像として使用することができる。1回のイベントはおおよそ1か月間にわたり開催される。ランキング機能がある場合毎日午前6時に更新される。
景品は50FPや20MPP、好きなアイテムカード1枚が設定されていることが多い。（複数もらうことのできるイベントもある。）
また、一部のイベントに関してはPC版と連携ができるシリアルナンバーが配布されることもある。（PC連携の欄を参照のこと。）

## ガチャっとミニポンタ
通常の1枚10MPP（またはガチャっとミニポンタ補助券10枚）のミニポンタまたは6枚50MPPのでっかいミニポンタを使って服や帽子などが描かれたアイテムカードを集める。アイテムカードは30枚までしか所持することができなく（但しバインダーを購入した場合は1冊につき30枚の追加ができる）、同じ収納場所には同じカードは2枚以上所持できない。アイテムカードのレア度は☆1（出やすい）～☆3（出にくい）まである。イベントでしか入手できないアイテムカードもある。
2008年8月21日のアップデートで、第2弾キャラクターカード・アイテムカードが実装された他、新たに「カズ」のキャラクター・アイテムカード、以前はイベント限定だった「Jack 0 Lantern」が通常のガチャっとミニポンタから入手でき、新たに特別なミニポンタも出現するようになった。
2009年12月17日のアップデートで第3弾キャラクターカード・アイテムカードが実装され、新たに「ルーシア」のキャラクター・アイテムカードが実装された。
2010年12月22日のアップデートで第4弾キャラクターカード・アイテムカードが実装され、新たに「ネル」のキャラクター・アイテムカードが実装された。
ミニポンタの説明は以下の通り。
- 通常ミニポンタ・・・第1弾～第4弾全てのアイテムカードを出すミニポンタ。全部で458種類。
  - ミニポンタ
  - でっかいミニポンタ
- 衣装限定ミニポンタ・・・指定部位（上着・下着・靴・アクセサリ）の衣装を出す特別なミニポンタ。
  - 上着ミニポンタ・・・上着のアイテムカードしか出ないミニポンタ。全部で130種類。
  - 下着ミニポンタ・・・下着のアイテムカードしか出ないミニポンタ。全部で75種類。
  - 靴ミニポンタ・・・靴のアイテムカードしか出ないミニポンタ。全部で117種類。
  - アクセサリミニポンタ・・・アクセサリのアイテムカードしか出ないミニポンタ。全部で136種類。
- 型番限定ミニポンタ・・・指定シリーズ（第1弾・第2弾・第3弾・第4弾）の衣装を出す特別なミニポンタ。
  - 第1弾ミニポンタ・・・第1弾のカードしか出ないミニポンタ。全部で133種類。
  - 第2弾ミニポンタ・・・第2弾のカードしか出ないミニポンタ。全部で102種類。
  - 第3弾ミニポンタ・・・第3弾のカードしか出ないミニポンタ。全部で103種類。
  - 第4弾ミニポンタ・・・第4弾のカードしか出ないミニポンタ。全部で120種類。
  - 第1弾でっかいミニポンタ
  - 第2弾でっかいミニポンタ
  - 第3弾でっかいミニポンタ
  - 第4弾でっかいミニポンタ

## 着せ替えマイルーム
ガチャっとミニポンタで集めたアイテムカードを使ってキャラクターカードを作成する。アイテムカードの相性が合えばキャラクターカードが作れる。キャラクターカードの作成に成功したアイテムカードはなくなるが、失敗した場合はアイテムカードはなくならない。1枚のキャラクターカードを作成するにはアイテムカードが2～4枚必要となる。キャラクターカードの一覧という所に、どういうカードを組み合わせればキャラクターカードが作れるかのヒントが書いてある。「その他」のアイテムカードについてはタイトルと4コマ漫画劇場の特定のコマがヒントとなっている。
サイトオープン時に第1弾キャラクターカード40種類のみ実装され、現在は第4弾キャラクターカードまで実装されている。

### 第1弾キャラクターカード一覧
各キャラクター（カズ・ルーシア・ネルを除く）にはそれぞれ5つのキャラクターカードが用意されている。
| 名前     | No.1                     | No.2                       | No.3                     | No.4                 | No.5                   |
| -------- | ------------------------ | -------------------------- | ------------------------ | -------------------- | ---------------------- |
| ケン     | ネイビーセット           | シルビアセット             | モカブラウンセット       | オレンジセット       | オフホワイトセット     |
| エリカ   | ホワイトワンピースセット | チャイナワンピースセット   | レッドチャイナセット     | キャロットセット     | なりきりポンタセット   |
| ダイスケ | 要員セット               | 警察セット                 | 艦長セット               | デカセット           | ジェネラルセット       |
| セシリア | 航海士セット             | ブルウォーターセット       | ネイビーセット           | リングジャークセット | レッドイブニングセット |
| マックス | クリスタルセット         | 黒バイクスーツセット       | レッドバイクスーツセット | メタリックセット     | 私服セット             |
| クー     | 海賊戦闘服セット         | ブラックキャットセット     | チャイナ服（黒）セット   | 体操服セット         | 私服（赤）セット       |
| アリン   | マガブルセット           | イエローレディセット       | ミルキーセット           | ブルーデイジーセット | スピリアセット         |
| その他   | ガッガッ                 | 最強のクリスマスプレゼント | ダイスケー！！           | 署までご足労願います | クリスマスの悪夢       |

### 第2弾キャラクターカード一覧
各キャラクター（ルーシア・ネルを除く）にはそれぞれ4つのキャラクターカードが用意されている。以前はイベント限定アイテムカードであった「Jack 0 Lantern」の合成はここでできる。第2弾キャラクターカードには一部第1弾アイテムカードが必要なものもある。
| 名前     | No.6                   | No.7                         | No.8                       | No.9                   |
| -------- | ---------------------- | ---------------------------- | -------------------------- | ---------------------- |
| ケン     | 和服セット（ケン）     | ハロウィンセット（ケン）     | スカイスイムセット         | SSAFセット（ケン）     |
| エリカ   | 和服セット（エリカ）   | ハロウィンセット（エリカ）   | ライトブルーセット         | ピンクセット           |
| ダイスケ | 和服セット（ダイスケ） | ハロウィンセット（ダイスケ） | ブラックレザーセット       | 登山セット             |
| セシリア | 和服セット（セシリア） | ハロウィンセット（セシリア） | ピンクチャイナセット       | ドレスセット           |
| マックス | 和服セット（マックス） | ハロウィンセット（マックス） | シルビアテニスウェアセット | PW-11セット            |
| クー     | 和服セット（クー）     | ハロウィンセット（クー）     | オレンジジャンパーセット   | パイレーツセット       |
| アリン   | 和服セット（アリン）   | ハロウィンセット（アリン）   | ブラウンセット             | ホワイトレディセット   |
| カズ     | リバーバトルセット     | ファイアブリックセット       | SSAFセット（カズ）         | ダークネスセット       |
| その他   | お縄を頂戴！           | 忘却の花いらず               | いたずらかお菓子か！       | トリックオアトリート！ |

### 第3弾キャラクターカード一覧
各キャラクター（ネルを除く）にはそれぞれ4つのキャラクターカードが用意されている。モバイルMYルーム限定のアイテムカード「ラブリーTシャツ」の合成はここでできる。第3弾キャラクターカードには一部第1弾・第2弾アイテムカードが必要なものもある。
| 名前     | No.10                  | No.11                      | No.12                        | No.13                      |
| -------- | ---------------------- | -------------------------- | ---------------------------- | -------------------------- |
| ケン     | キュートアヒルセット   | ラブリーセット（ケン）     | モノウェイターセット（ケン） | ラクアムセット             |
| エリカ   | ピンクセーラー服セット | ラブリーセット（エリカ）   | 魔法学校セーラーセット       | ミュジカセット（エリカ）   |
| ダイスケ | サマースーツセット     | ラブリーセット（ダイスケ） | ターコイスセット             | レインボーセット           |
| セシリア | スイムウェアセット     | ラブリーセット（セシリア） | レッドチャイナセット         | ミュジカセット（セシリア） |
| マックス | ドラゴンタトゥーセット | ラブリーセット（マックス） | ダブルクロススーツセット     | バンディングスーツセット   |
| クー     | ウェイトレスセット     | ラブリーセット（クー）     | チャイナブルーセット         | ミュジカセット（クー）     |
| アリン   | ベルローズセット       | ラブリーセット（アリン）   | ホワイトセット               | ミュジカセット（アリン）   |
| カズ     | ダークブラウンセット   | ラブリーセット（カズ）     | ゴーストホワイトセット       | ダークメイルセット         |
| ルーシア | キャンディセット       | レッドロータスセット       | ピンクウェスタンセット       | ニットセーターセット       |
| その他   | 海賊っぽく             | 浮遊感がバッチリ！         | やはりご満悦！               | 返信しちゃダメ！           |

### 第4弾キャラクターカード一覧
ネルを除く男性キャラクターにはそれぞれ3つ、それ以外にはそれぞれ4つのキャラクターカードが用意されている。第4弾キャラクターカードには一部第1弾～第3弾アイテムカードが必要なものもある。
| 名前     | No.14                  | No.15                | No.16            |
| -------- | ---------------------- | -------------------- | ---------------- |
| ケン     | クエントブレザーセット | リベラ学園夏服セット | ペルトセット     |
| ダイスケ | SSAFセット（ダイスケ） | ポリスセット         | ダイバーズセット |
| マックス | クールストライプセット | スナイパーセット     | リープセット     |
| カズ     | ヴォックスセット       | バルバセット         | フォーマセット   |

| 名前     | No.14                | No.15                      | No.16                    | No.17                        |
| -------- | -------------------- | -------------------------- | ------------------------ | ---------------------------- |
| エリカ   | アリスセット         | SSAFセット（エリカ）       | バニーセット（エリカ）   | クリスマスセット（エリカ）   |
| セシリア | スノークイーンセット | カウガールセット           | バニーセット（セシリア） | クリスマスセット（セシリア） |
| クー     | 赤ずきんセット       | クラシックカリビアンセット | バニーセット（クー）     | クリスマスセット（クー）     |
| アリン   | スノーホワイトセット | マガブルリトロセット       | バニーセット（アリン）   | クリスマスセット（アリン）   |
| ルーシア | オデットセット       | バイオレットラヴィセット   | バニーセット（ルーシア） | クリスマスセット（ルーシア） |
| ネル     | ウィズ魔法学校セット | モダンライアセット         | カースドペッパーセット   | アルケミーセット             |
| その他   | お前を食べるためさ   | 飾りつけ                   | 謎の怪盗現る！           | ここはカーブマスタリーだ！   |

## パンヤの輪
不要なアイテムカードを他のユーザーと交換ができる。自分から交換を希望する場合はガチャッとミニポンタ・着せ替えマイルームの使用ならびに他のユーザーとの交換に応じられなくなる。
また、不要なアイテムカードをリサイクルしてガチャッとミニポンタの補助券1枚に換えることもできる。2007年8月30日より、希望すればカード交換終了時にメールで知らせてくれる機能が実装された。

## スカッとカードバトルパンヤ

### 概要
以前、期間限定で行われていた同名のイベント（詳しくはこちらの「2008年開催のイベント」を参照のこと。）を元にしたカードバトル。1枚10MPPの「シングル」か6枚50MPPの「ブースター」のカードを購入しバトルを行う。対戦を待つ場合は実際にバトルに用いるカード1枚とダミー用のカード4枚を選択し相手が来るのを待つことになる（ダミーで選択したカードは消費されない）。この場合待機状態となり自分で取り下げるか相手が見つかるまではカードの購入など一部の機能が制限される。相手の対戦に参加する場合は相手を選択し（特定の人と対戦したい場合はニックネームで検索をかけられる。）相手の5枚のカードからマークを推理し対戦に出す1枚を選択する（但し相手の対戦に参加するのは1日5回までとなっている）。対戦終了後すぐにバトルの結果が発表され、勝敗に応じて以下の通りにBP（バトルポイントの略）を獲得できる。カードには「プラチナ」・「ゴールド」・「シルバー」・「ブロンズ」4種類のレア度に分かれている。「ゴールド」は出にくく、「ブロンズ」は出やすい。「プラチナ」は対戦で獲得できるBPもしくはパンヤおみくじで得られるFPでの交換となる。毎朝6時にランキングが発表され、月末のランキングで上位になったりシリーズの全てのバトルカードを登録することでPC連携が可能。

### 勝敗の判定と付与BP
カードの左上には3種類のマークが書かれている。マークによる勝敗は以下の通りになっている。
- 「デュアル」は「アルバトロス」に勝つ
- 「アルバトロス」は「ギガヤーズ」に勝つ
- 「ギガヤーズ」は「デュアル」に勝つ

勝敗に応じて以下のようにBPが付与される。
- 勝ちの場合10BP＋バーサスモードの場合は更にカードに書かれているBPの数字分又はシングルモードでは対戦した相手によるボーナス（下記参照のこと）
- 引き分けの場合は5BP
- 負けの場合は0BP

携帯電話を複数用意してBPを楽に獲得できることにより、2009年6月28日にその対策として「過去の戦歴」が実装された。これはバーサスモードの過去30回の勝負に用いたバトルカードなど対戦履歴を閲覧できるというもの。但しこの履歴に載っているユーザーと対戦した場合、勝利した場合の獲得できる「カードに書かれている」BPが1/10（小数点以下切捨て）に減少する。
シングルモードでの対戦勝利ボーナスは以下の通り。
- ポンタ・ロロ・・・20BP
- ドルフ・キューマ・・・15BP
- ティッキー・タンプー・・・10BP
- ピピン・カディエ・・・5BP
- ミンティ・U田さん・・・0BP

### コンプリートアルバム
登録されたカードを閲覧する場所。一度でも所持したことのあるバトルカードはこのアルバムに登録される。対戦相手のバトルカードの場合は対戦結果が勝利または引き分けの場合登録される。このアルバムにシリーズの全てのカードを登録すると下記のようにPC連携ができる。またここに登録されているカードは待受画面としても使用することが可能。

### カードバトルのPC連携
各シリーズのカードを全てコンプリートアルバムに登録させたり前月のBP取得ランキングで1～3位になるとPC連携のシリアルが発行される。BPをプラチナカードに交換してしまうとランキングから除外される場合があるので注意が必要。
- どれか1つのコンプリートアルバム完成（弾毎に1回のみ受け取れる）・・・ゴールドカードチケット10パック
- 前月のランキングの1～3位・・・1か月につきレアカードチケット（レア以上のランクのカードが1枚入っている）1パック

## ティッキー・ミンティパンヤショップ
パンヤMobileで役に立つアイテムをMPPで購入することができる。
販売品
- アイテムカードバインダー（赤・青の2種類があり各色300MPP）

1冊につき30枚までアイテムカードを収納することができる。例えばお気に入りのカードを収納したり、後々必要になりそうなカードを保管したりできる。ガチャっとミニポンタでアイテムカードを入手する時、フォルダー（基本所持）に入っているカードは重複して出ないようになっているが、バインダーに収納されているカードは重複して出るので2枚以上の同じカードをフォルダー・バインダーに別々に分けて保存できるようになる。（但し同じ所でのアイテムカードの保管は1枚のみとなっている。）フォルダーとバインダーでアイテムカードの移動をしたい時は「アイテムカードバインダー」の所で行うことができる。
- ツボ

これを持っているだけで占いの結果やもらえるFPを変える事ができる。U田さん・ドルフ・タンプー・ピピン・ミンティの5種類があり、様々な特徴を発揮する。以下にそれぞれの特徴を示す。また30日しか効果を発揮できず、あるツボの効果が発揮されている間は他のものは購入はできない。また、アイテムともらえるFPの一覧はパンヤおみくじの欄を参照すること。
- - U田さんのツボ（200MPP／30日）・・・30日間、運勢によってもらえるFPが全て5倍となる。
  - ドルフのツボ（50MPP／30日）・・・30日間、いい運勢が出やすくなる。
  - タンプーのツボ（50MPP／30日）・・・30日間、大吉か大凶しか出なくなる。
  - ピピンのツボ（50MPP／30日）・・・30日間、運勢ともらえるFPが通常と正反対になる。
  - ミンティのツボ（50MPP／30日）・・・30日間、僅かな確率で超大吉（100FP獲得）が出ることがある。
- カスタマイズ用品

モバイルMYルームで飾ることのできるアイテムが揃えられている。詳しくはモバイルMYルームを参照のこと。

## 携帯アイテム
スカッとゴルフパンヤのゲーム内で使用されている画像や音楽などをMPPを使用してダウンロードできる。毎週月曜日に新作アイテムが配信される。パンヤプレミアムの会員はダウンロードしたものを削除してしまっても最近30件までならMPPを消費せずに再びダウンロードできる。ダウンロードするために必要なMPPは以下の通り。クリスマスなど期間限定で配信されているものもある。それ以外にも各種イベント・パンヤおみくじでは特別な待受画像やメールテンプレートがダウンロード可能。それらの場合はここからではなく各項目のページからのダウンロードとなる。
2008年10月16日に一部の待受画像がWVGA化されたほか、サイズの拡大を希望する待受拡大アンケートの投票を開始した。アンケートの結果により今後画像の拡大が実装される。
- メール絵文字・・・5MPP
- 待受画像・・・20MPP
- 発着信アニメ・・・20MPP
- メール画像・・・20MPP
- メールテンプレート・・・20MPP
- パンヤぷちメ・・・20MPP
- 待受Flash・・・50MPP
- メニューアイコン・・・50MPP
- 着信メロディ・・・50MPP
- 効果音・・・50MPP

## 4コマ漫画劇場
パンヤMobileの4コマ漫画劇場ではスカッとゴルフパンヤ公式ページに掲載されている4コマ漫画が先行配信され、いち早く見ることができる。先行配信されるものはほとんどの場合毎週木曜日に配信される。著作権や肖像権の問題上、パンヤMobileではPCで公開されている一部の漫画は公開されていないのもある。漫画内ではたまに別ゲームの話題が出てくることもある。
オリジナル4コマ漫画劇場ではパンヤMobile限定で配信されているもので、同サイト内で行われているイベントや機能にちなんだ4コマ漫画が配信されている。

## PC連携
「パンヤプレミアムによる連携」・「キャラクターカードによる連携」・「カードバトルによる連携」は条件を満たすとシリアルナンバーにつながるリンクがつながるようになり、PCの「パンヤセンター」から行ける「チケットセンター」でそのナンバーを入力すれば、特典がもらえる。「イベントによる連携」の場合、条件を満たせばエンディング期間中のみリンクがつながるようになる。これも同様に「チケットセンター」で引き換えればよい。PC版アイテムの効果については、該当ページを参照すること。
2011年8月11日に、一部を除く連携特典が大幅に変更となった。リニューアル前に発行したシリアルの場合は以前の特典が適用となる。有効期限はリニューアル前に発行したシリアルは2011年9月1日メンテナンス前まで、リニューアル後に発行したシリアルは発行後30日となっている。

### パンヤプレミアムによる連携
パンヤプレミアムを2か月以上継続することによって、1か月に1個ありがとうスタンプがもらえる。（継続特典なので入会した月はもらえない。）それが3個貯まる毎にシリアルナンバーが発行される。
- 3・6・9・12か月特典（3か月毎にいずれか1つ選択可）：以下のものを「特典I」とする
  - かしわもっちを100個
  - パンプキンキャンディを10個
  - パンプキンアズテックを50個
  - 200,000PP
  - デコレーション称号「電池」
- 15・18・21・24か月特典
  - 3か月毎に「特典I」を含めた、以下のものから1つ選択可能：以下のものを「特典II」とする
  - カラフルチョコレートを10個
  - チョコレートアズテックを50個
  - ドロップキャンディを100個
  - ギリギリキャンディを100個
  - カードパックVol.1とカードパックVol.2を各1パック
  - デコレーション称号「電波」
- 27か月以降の特典
  - 3か月毎に「特典II（特典Iも内包）」を含めた、以下のものから1つ選択可能
  - もっちモンブランともっちチョコモンブランを各100個
  - ガチャポンタ抽選券1個とガチャポンタPPプレイチケットを10個のセット
  - スペシャルシャッフルチケット
  - アリンの限定デコレーション背景（使用期限365日）
  - クーの限定デコレーション背景（使用期限365日）
  - ミンティの限定シール（使用期限365日）
  - デコーレション称号「マナー」

### キャラクターカードによる連携
着せ替えマイルームで作成したキャラクターカードの条件を満たせばシリアルナンバーが発行される。「パンヤフリー」のみに入会している人はキャラクターカードの作成はできるが、連携ができない。
尚、2011年8月11日時点で既にコンプリートしている人でもリセットし再度コンプリートをすることによって新景品を手に入れることが可能。
新景品はプロフィールのキャラクター表示部分をデコレーションできるもので、使用期限は全てのものが365日である。
| シリーズ | 背景               | フレーム       | シール             |
| -------- | ------------------ | -------------- | ------------------ |
| 第1弾    | フォトボード（春） | ガラケー       | エリカ・ケン       |
| 第2弾    | フォトボード（夏） | ストラップ     | ダイスケ・セシリア |
| 第3弾    | フォトボード（秋） | スマートフォン | マックス・アリン   |
| 第4弾    | フォトボード（冬） | 元気充電！     | カズ・ルーシア     |

### カードバトルによる連携
詳しくはスカッとカードバトルパンヤを参照のこと。
- 全弾共通・・・ゴールドカードチケット10パック
- 前月のランキングの1位～3位・・・レアカードチケット1パック

### 突撃!ポンタ♪による連携
詳しくは突撃!ポンタ♪を参照のこと。尚、この連携のみ景品が全く変更されていない。
- 各キャラクター別前月ランキングの1位～3位・・・入賞したキャラクターのデコレーションスロット（使用期限30日）

### イベントによる連携
シリアルナンバーには有効期限があるので注意が必要。ここで得られたシリアルナンバーも他の連携と同じようにPC版のチケットセンターで引き換えられる。

## モバイルMYルーム
パンヤMobileに自分の部屋を開設できる。他の会員（パンヤフリー・パンヤプレミアムの種別は問わない）を自分のMYルームに招待すると1人につき1ポイントの訪問ポイントを得られ、そのポイントはイベント限定アイテムカードと交換ができる。但し同じ会員を自分のMYルームに2回以上招待した時でもポイントが加算されるのは1か月に1回となっている。（但し正確には1日の午前6時～翌月1日の午前5時59分までが1か月として扱われる。）
また、2008年12月11日にMYルームをデコレーションできる機能が実装され、PCで使っているキャラクター・キャディー・能力値なども他人に公開できるようになった。カスタマイズの素材は無料で変更できるものもあれば変更するのにMPPを支払うものや訪問ポイントが必要なものがある。カスタマイズする前の素材は放棄してしまうためMPPや訪問ポイントが必要なものは一旦変更して再度戻すにも同じだけのMPPや訪問ポイントが必要となる。

## コラボレーション
コラボ限定待受画像・PC版で使われていた各種BGMを期間限定で携帯にダウンロードできる。

### CVシリーズ
パンヤMobile（ゲームポット）・初音ミクモバイル（クリプトン・フューチャー・メディア）・まぜてよ★生ボイス（同左）の3サイト同時開催。
PC版の「スカッとゴルフパンヤ×CVシリーズ」で用いられていた6曲（各サイト2曲ずつ配信）と「初音ミク」のコスプレをしたクー（通称「初音ミクー」）の特別待受画像がダウンロードできる。